# جون جونز ماكراي

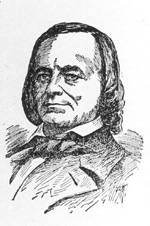
جون جونز ماكراي

جون جونز ماكراي (بالإنجليزية John Jones McRae) وهو سياسي أمريكي ينتمي إلى الحزب الديمقراطي ولد جون جونز ماكراي في 10 يناير، 1815 في ولاية كارولينا الشمالية مثل جون جونز ماكراي ولاية مسيسيبي في مجلسي الكونغرس الأمريكي، الأولى في مجلس الشيوخ من عام 1851 إلى عام 1852 ثم في مجلس النواب من عام 1858 إلى عام 1861. شغل ماكراي منصب حاكم على ولاية مسيسيبي ما بين عامي 1854 إلى عام 1857. خدم ماكراي في مجلس الكونغرس للولايات الكونفدرالية الأمريكية ما بين عامي 1862 إلى عام .1864 وتوفي جون جونز ماكراي في 31 مايو من سنة 1868 في هندوراس البريطانية (بليز الآن).